# Sebald de Weert
Pour les articles homonymes, voir Sebald et De Weert.
Sebald de Weert (né le 2 mai 1567 à Anvers - mort en 1603 à Batticaloa) est un navigateur néerlandais de la fin du XVIe siècle.

## Biographie
Né à Anvers, Sebald de Weert fit partie d'une expédition de découverte (1598), et laissa son prénom à trois îles du détroit de Magellan (les îles Sebaldines, faisant partie de l'archipel des Malouines).
Nommé vice-amiral de la Compagnie néerlandaise des Indes orientales en 1602 et chargé du commandement d'une flotte envoyée aux Indes orientales, il périt en 1603, assassiné dans une grotte de l'île de Ceylan par ordre du roi du Kandy.
La relation de son Voyage a été traduite du néerlandais en latin, dans les Grands voyages de Debry, et a paru en français dans le Recueil des voyages de la Compagnie des Indes. Ses écrits, recoupés aux poèmes bouddhistes Rajavaliya, ont permis aux historiens de reconstituer l'histoire du roi de Kandy Vimaladharmasuriya I.

## Sources
- Marie-Nicolas Bouillet  et Alexis Chassang (dir.), « Sebald de Weerdt » dans Dictionnaire universel d’histoire et de géographie, 1878 (lire sur Wikisource)